# Marco Calamai
Marco Calamai (Firenze, 27 giugno 1951) è un allenatore di pallacanestro ed ex cestista italiano.

## Carriera
Appena diciottenne venne inserito nella rosa della Fortitudo Bologna in Serie A. Nel corso dell'accesissimo derby del marzo 1970 contro la Virtus Bologna, a pochi secondi dal fischio finale, con la sua squadra sotto di appena un punto, sbagliò entrambi i tiri liberi, decretando la vittoria virtussina.
La prima squadra di Serie A2 che diede fiducia a Calamai nel ruolo di allenatore fu la Pallacanestro Ferrara. Il tecnico toscano centrò la salvezza nel 1982-83 e nel 1983-84, ma nel 1984-85 non riuscì ad evitare la discesa degli estensi in Serie B d'Eccellenza. Nonostante ciò, la Pallacanestro Pavia lo ingaggiò e per tre stagioni consecutive Calamai lottò per la promozione in A1, sfiorandola con il sesto posto del 1986-87.
Nel 1988-89, fu assunto alla guida della Reyer Venezia. L'esordio nella massima serie non fu positivo: la squadra veneta retrocesse precedendo in classifica solo il Fabriano Basket. In Serie A2 non gli riuscì l'immediata risalita sempre con Venezia, e al terzo anno fu esonerato dopo sei giornate.
Concluse comunque la stagione in A1, sulla panchina della Pallacanestro Firenze: la squadra però retrocesse all'ultimo posto. Confermato in panchina, la stagione seguente la società si salvò seppur con qualche patema. Le ultime due esperienze in panchina furono con la Fortitudo Bologna in A2 (dove venne esonerato dopo 25 giornate per Dario Bellandi) e Libertas Pallacanestro Livorno in A1, squadra retrocessa a fine stagione e poi scomparsa.
Dal 1994 a oggi lavora con ragazzi disabili, ottenendo considerevoli successi. Nel 2008 ha ricevuto il Premio L'Altropallone per il suo impegno nell'utilizzo della pallacanestro come strumento di inclusione sociale.
È inoltre commentatore delle partite della Fortitudo presso alcune emittenti locali emiliane.

## Riconoscimenti
- Onorificenza di Cavaliere dell'Ordine al Merito della Repubblica Italiana nel 2012
- Premio Alfredo Martini nel 2024[3]